# Sinopotamon ebianense
Sinopotamon ebianense is een krabbensoort uit de familie van de Potamidae. De wetenschappelijke naam van de soort is voor het eerst geldig gepubliceerd in 1986 door Huang, Luo & Liu.